# Nola perluta
Nola perluta är en fjärilsart som beskrevs av Max Wilhelm Karl Draudt. Nola perluta ingår i släktet Nola och familjen trågspinnare. Inga underarter finns listade i Catalogue of Life.